# Ansty (Wiltshire)
Ansty è un villaggio e una parrocchia civile della contea  del Wiltshire, Distretto di Kennet nel Sud Ovest dell'Inghilterra, Regno Unito.

## Geografia

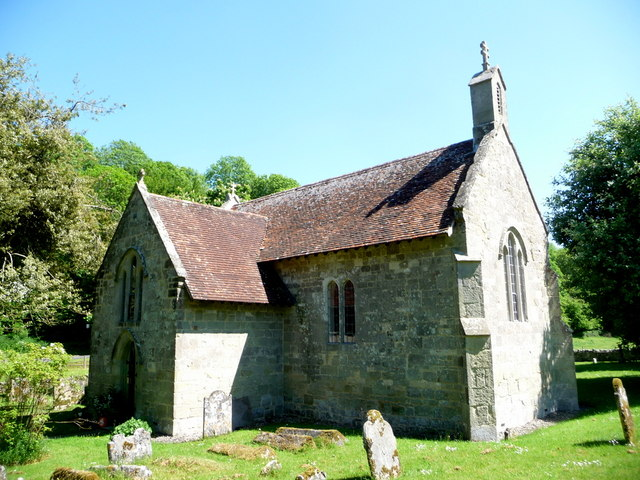
Chiesa di San Giacomo

Il villaggio si trova appena a nord della strada A30 tra Shaftesbury e Salisbury, il suo territorio comprende il piccolo borgo di Ansty Coombe ed è circondato da campagna con colline calcaree, terrazze di sabbia verde e paesaggi ondulati vicino a valli profonde o coombes. Si trova nella Vale of Wardour 10 km. a nord-est di Shaftesbury e comprende i ripidi pendii settentrionali di White Sheet Hill. Il suo confine sud-orientale con Alvediston e Berwick St. John è sullo spartiacque dei fiumi Nadder ed Ebble e segue e attraversa la via della cresta. L'intera area fa parte della Cranborne Chase. Ansty è stata designata area di conservazione nel 1975 per evitare qualsiasi alterazione del tipico villaggio rurale.

## Storia
I tumuli dell'età del bronzo su White Sheet Hill testimoniano insediamenti preistorici e un tumulo a ciotoli, probabilmente quello che fu chiamato Posses Hlaewe, ha conservato una sepoltura pagano-sassone e oggetti del VII secolo. Attorno al 1334 accettava un pagamento volontario ai suoi signori, gli Ospitalieri dalla contea. Ansty venne citata tra il XVI e il XVII secolo come una delle parrocchie meno prospere nel la zona. Tra alti e bassi la sua popolazione è passata dai 242 abitanti nel 1801 ai 112 dell'ultima verifica. Ansty conserva una lunga storia legata alle sue radici agricole che risalgono all'epoca sassone. Dal 1594 Ansty divenne parte della vicina tenuta di Wardour di proprietà della famiglia Arundell, fino a quando gran parte delle loro proprietà fu venduta, nel 1946, per pagare le imposte di successione. Nel 1885 due parti staccate di Ansty furono trasferite ad altre parrocchie civili: East Tisbury e Wardour.

## Monumenti e luoghi d'interesse
Nel territorio di Ansty sono presenti vari edifici e località di interesse. Tra questi:
- Chiesa di San Giacomo. La chiesa risale al XIII secolo, appartiene alla diocesi di Salisbury e dal 6 gennaio 1966 è un monumento classificato di secondo grado per il suo particolare interesse storico e architettonico.[4]
- Edificio della Commandery.